# 仲 (姓)
仲（ちゅう）は漢姓のひとつ。
この記事では、同じ字を使う日本の姓についても説明する。

## 中国の姓
仲（ちゅう、チョン）は、中華圏の姓のひとつ。『百家姓』の238番目。
孔子の弟子の仲由（子路）がよく知られるが、現在では珍しい姓である。2020年の中華人民共和国の統計では人数順の上位100姓に入っておらず、台湾の2018年の統計では258番目に多い姓で、958人がいる。

### 著名な人物
- 仲由（子路）- 春秋時代の儒者。孔門十哲のひとり。
- 仲満 (1984 - ) - 中華人民共和国のフェンシング選手、北京オリンピック金メダリスト。

## 日本の姓
仲（なか）は、日本の姓。

### 著名な人物
- 仲暁子 (1984 - ) - 千葉県出身の実業家、ウォンテッドリー創業者。
- 仲晃 - ジャーナリスト。
- 仲新 - 教育学者。
- 仲寒蟬 - 俳人。
- 仲恭司 - 俳優。
- 仲宣明 (1978 - ) - 兵庫県出身のプロボクサー、バンタム級日本王者。
- 仲博史 - ドラマー。
- 仲真紀子 - 心理学者。
- 仲雅美 - 俳優・歌手（芸名）。
- 仲みどり (1909 - 1945) - 東京府出身の女優、広島市への原子爆弾投下の犠牲者。
- 仲義代 - 俳優。
- 仲里依紗 (1989 - ) - 長崎県出身の女優。